# 위버스
위버스(Weverse)는 HYBE의 플랫폼 자회사 WEVERSE COMPANY에서 개발한 팬 커뮤니티 플랫폼이다.
아티스트와 팬 사이의 친밀한 소통은 물론, 커머스와 미디어 콘텐츠, 공연 관람 기능까지 팬덤 라이프에 필요한 모든 서비스를 위버스로 편리하게 즐길 수 있도록 지원하며 팬덤 문화를 선도하는 No.1 글로벌 팬덤 라이프 플랫폼으로 자리 잡았다.
글로벌 팬덤을 위한 15개 언어 자동 번역 서비스와 오프라인 팬 활동을 위한 현장과 연동한 공식 상품의 온라인 주문 및 현장수령 서비스 등을 제공하고 있다.
또, 위버스샵 (Weverse Shop) 에서는 아티스트 멤버십 가입, 앨범/굿즈 구매 및 온라인 콘서트 티켓 구매 등 팬 활동을 위한 다양한 상품들을 구매할 수 있다.
현재 위버스에는 BTS, 세븐틴, 뉴진스, 투모로우바이투게더, 엔하이픈, AKB48, 지코, 블랙핑크, 위너, 이수혁, 악뮤, 김준수, 뱀뱀 등 전세계 아티스트들이 입점해 활동 하고 있다.

## 주요 서비스
- 컬렉션 : 팬과 아티스트가 커뮤니티 내 여러 미션을 달성하면 보상으로 배지가 제공된다. 배지는 미디어 시청, 포스트 작성, 댓글 쓰기, 출석 체크 등 팬 미션 달성 시 제공되며, 제공된 배지를 자신의 컬렉션에 모을 수 있다. 컬렉션을 통해 팬은 자신의 팬 활동을 다른 팬에게 자랑할 수 있다.
- 젤리(Jelly) : 위버스 앱 내 디지털 상품 구매 또는 서비스 이용을 위한 공식 결제 수단이다. 다양한 국가/지역의 팬이 이용하는 플랫폼의 특성을 반영해, 모두가 동일한 화폐 단위로 디지털 상품을 구매할 수 있게 했다. 젤리는 위버스 앱을 통해 구매 가능하며 추후 웹을 통해서도 서비스될 예정이다.
- 위버스 DM : 아티스트와 팬 간의 프라이빗 메세지를 주고 받을 수 있는 구독형 서비스이다. 팬과 아티스트가 실제 친구와 대화하듯이 가벼운 일상 이야기부터 진솔한 이야기까지 나눌 수 있도록 1:1로 대화할 수 있는 채팅 서비스이다.
- 커뮤니티 : 아티스트와 팬 그리고 팬덤 간 쌍방향 소통 기능을 제공한다. 커뮤니티에서는 영어, 중국어, 일본어를 포함한 15개 언어의 번역 기능을 제공하고 있어, 아티스트와 글로벌 팬 간 언어의 제약 없는 자유로운 의사 소통을 지원한다.
- 콘텐츠 : 위버스에는 아티스트의 공식 콘텐츠가 집결되어 있다. 아티스트 커뮤니티 내 미디어 탭을 통해 앨범 활동 관련 콘텐츠부터 자체 예능 콘텐츠 등 각기 다른 채널에 흩어져있는 아티스트 공식 콘텐츠를 모두 모아볼 수 있으며, 위버스에서만 만나볼 수 있는 다양한 아티스트 독점 콘텐츠도 감상 가능하다.
- 위버스 라이브 : 실시간 방송 기능으로 팬들과 아티스트의 폭넓은 소통을 지원한다. 실시간 LIVE에 참여한 팬들은 오직 실시간 방송 중에만 남길 수 있는 라이브 채팅과 좋아요를 통해 아티스트와 실시간으로 소통할 수 있다.
- 위버스샵 : 글로벌 팬들을 위한 공식 커머스로, 위버스에 입점한 아티스트의 공식 앨범과 상품, 공연 티켓, 위버스샵에서만 구매할 수 있는 단독 상품 등을 판매하고 있다. 아티스트의 새 앨범 발매 시에는 예약판매 기간 동안 위버스샵에서 구입하면 위버스샵 전용 특전을 제공하기도 한다. 위버스샵은 위버스 계정과 연동되어 위버스 가입 아이디로 이용할 수 있으며, 글로벌 배송 서비스도 지원하고 있다.
- 라이브 스트리밍 : 오프라인 공연 참석이 어려운 전 세계 팬들과 공연 현장의 생생한 감동을 함께 느낄 수 있도록 안정된 라이브 스트리밍 기술을 바탕으로 온라인 콘서트 스트리밍 서비스를 지원한다.
- 위버스앨범 : QR코드를 통해 음악과 포토 콘텐츠를 감상할 수 있는 서비스다. 팬들은 위버스와 별도로 제공되는 위버스앨범 앱을 통해 QR코드 등록, 콘텐츠 다운로드, 앨범 재생, 포토북 확인 등과 같은 경험을 할 수 있다.

## 입점 아티스트
| 레이블                                         | 아티스트             |
| ---------------------------------------------- | -------------------- |
| 빅히트뮤직                                     | BTS                  |
| 빅히트뮤직                                     | TXT                  |
| 플레디스                                       | SEVENTEEN            |
| 플레디스                                       | FROMIS_9             |
| 플레디스                                       | BAEKHO(KANG DONG HO) |
| 플레디스                                       | HWANG MIN HYUN       |
| 플레디스                                       | TWS                  |
| 빌리프랩                                       | ENHYPEN              |
| 빌리프랩                                       | ILLIT                |
| 쏘스뮤직                                       | LE SSERAFIM          |
| 하이브 레이블즈 재팬                           | &TEAM                |
| 하이브 레이블즈 재팬                           | YURINA HIRATE        |
| ADOR                                           | NEWJEANS             |
| KOZ 엔터테인먼트                               | ZICO                 |
| KOZ 엔터테인먼트                               | BOYNEXTDOOR          |
| HYBE UMG, LLC                                  | KATSEYE              |
| FNC엔터테인먼트                                | P1Harmony            |
| FNC엔터테인먼트                                | CHERRY BULLET        |
| FNC엔터테인먼트                                | FT ISLAND            |
| FNC엔터테인먼트                                | PRIKIL               |
| FNC엔터테인먼트                                | CNBLUE               |
| FNC엔터테인먼트                                | 하이파이유니콘       |
| FNC엔터테인먼트                                | AMPERS&ONE           |
| YG엔터테인먼트                                 | BLACKPINK            |
| YG엔터테인먼트                                 | TREASURE             |
| YG엔터테인먼트                                 | WINNER               |
| YG엔터테인먼트                                 | AKMU                 |
| YG엔터테인먼트                                 | BIGBANG              |
| YG엔터테인먼트                                 | 이수혁               |
| YG엔터테인먼트                                 | 장기용               |
| YG엔터테인먼트                                 | 손나은               |
| YG엔터테인먼트                                 | 이성경               |
| YG엔터테인먼트                                 | 베이비몬스터         |
| 베리체리                                       | CL                   |
| IST엔터테인먼트                                | WEEEKLY              |
| IST엔터테인먼트                                | APINK                |
| IST엔터테인먼트                                | ATBO                 |
| IST엔터테인먼트                                | THE BOYZ             |
| 어비스컴퍼니                                   | SUNMI                |
| 어비스컴퍼니                                   | BAMBAM               |
| 몬스터엔터테인먼트                             | HENRY                |
| 드림캐쳐컴퍼니                                 | DREAMCATCHER         |
| DSP미디어                                      | MIRAE                |
| NV엔터테인먼트                                 | WOO!AH!              |
| 위에화엔터테인먼트                             | EVERGLOW             |
| 블루닷엔터테인먼트                             | JUST B               |
| 하이업엔터테인먼트                             | STAYC                |
| RBW                                            | PURPLE KISS          |
| RBW                                            | ONEUS                |
| 더라이브레이블                                 | WHEE IN              |
| 팜트리아일랜드                                 | KIMJUNSU             |
| 티오피미디어                                   | KIM WOO SEOK         |
| 젤리피쉬엔터테인먼트                           | VERIVERY             |
| 젤리피쉬엔터테인먼트                           | KIM SEJEONG          |
| 젤리피쉬엔터테인먼트                           | VIXX                 |
| 우조엔터테인먼트                               | BLITZERS             |
| GF엔터테인먼트                                 | KINGDOM              |
| GF엔터테인먼트                                 | 방예담               |
| GH엔터테인먼트                                 | 3YE                  |
| DG엔터테인먼트                                 | YOON JISUNG          |
| 바인엔터테인먼트                               | SECRET NUMBER        |
| 피네이션                                       | TNX                  |
| 울림엔터테인먼트                               | ROCKET PUNCH         |
| 울림엔터테인먼트                               | GOLDEN CHILD         |
| 울림엔터테인먼트                               | 권은비               |
| 울림엔터테인먼트                               | 드리핀               |
| 브리지엔터테인먼트                             | HYOLYN               |
| TR엔터테인먼트                                 | TRI.BE               |
| 8D엔터테인먼트                                 | OnlyOneOf            |
| MLD엔터테인먼트                                | TFN                  |
| WM엔터테인먼트                                 | OH MY GIRL           |
| WM엔터테인먼트                                 | B1A4                 |
| WM엔터테인먼트                                 | ONF                  |
| 미스틱스토리                                   | Billlie              |
| MZ엔터테인먼트 보관됨 2021-02-05 - 웨이백 머신 | MINZY                |
| BH엔터테인먼트                                 | PARK BO YOUNG        |
| AOMG                                           | LEEHI                |
| 솔트엔터테인먼트                               | KIM SEON HO          |
| E엔터테인먼트                                  | E'LAST               |
| 판타지오                                       | LUN8                 |
| 판타지오                                       | 위키미키             |
| 큐브엔터테인먼트                               | �(G)I-DLE            |
| 큐브엔터테인먼트                               | BTOB                 |
| 큐브엔터테인먼트                               | PENTAGON             |
| 큐브엔터테인먼트                               | LIGHTSUM             |
| M25엔터테인먼트                                | CLASS:y              |
| 빌엔터테인먼트                                 | 이진혁               |
| 주식회사 인코오드                              | 김재중               |
| 포고엔터테인먼트                               | 최수호               |
| ATRP                                           | 츄                   |
| UMG_Interscope                                 | GRACIE ABRAMS        |
| UMG_Interscope                                 | ALEXANDER 23         |
| UMG_Republic records                           | JEREMY ZUCKER        |
| Warner Records                                 | MAX                  |
| Disney_PrestigeArtists                         | NEW HOPE CLUB        |
| XGALX                                          | XG                   |
| Syco_KYN                                       | PRETTYMUCH           |
| LDH                                            | MOON CHILD           |
| DH                                             | AKB48                |
| Virgin Music                                   | IMASE                |
| HYBE UMG, LLC                                  | Dream Academy HQ     |
| 레인보우 엔터테인먼트                          | CHANMINA             |
| 주식회사 루크미디어                            | 김명수(엘)           |
| SM엔터테인먼트                                 | NCT Dream            |
| SM엔터테인먼트                                 | NCT 127              |
| SM엔터테인먼트                                 | NCT WISH             |
| SM엔터테인먼트                                 | WayV                 |
| SM엔터테인먼트                                 | 에스파               |
| SM엔터테인먼트                                 | EXO                  |
| SM엔터테인먼트                                 | 레드벨벳             |
| SM엔터테인먼트                                 | 보아                 |
| SM엔터테인먼트                                 | 동방신기             |
| SM엔터테인먼트                                 | SUPER JUNIOR         |
| SM엔터테인먼트                                 | 소녀시대             |
| SM엔터테인먼트                                 | 샤이니               |
| SM엔터테인먼트                                 | 강타                 |
| SM엔터테인먼트                                 | RIIZE                |
| 더프레젠트컴퍼니                               | 안효섭               |
| 3Y코퍼레이션                                   | QWER                 |
| 씨제스스튜디오                                 | WHIB(휘브)           |
| 쇼플레이엔터테인먼트                           | JD1                  |
| 안테나                                         | 규현                 |
| SDR                                            | 超特急               |
| SDR                                            | SUPER★DRAGON         |
| SDR                                            | ONE N' ONLY          |
| SDR                                            | Lienel               |
| 블래스트                                       | PLAVE                |
| Nightly Touring, Inc.                          | nightly              |

## Weverse Con Festival
- 2020.12.31 : 2021 NEW YEAR'S EVE LIVE - 고양 (킨텍스)
- 2021.12.31 : 2022 Weverse Con [New Era] - 고양 (킨텍스)
- 2023.6.10~6.11 : 2023 Weverse Con Festival 서울 - (KSPO DOME, 88잔디마당)
- 2024.6.15~6.16 : 2024 Weverse Con Festival - 인천 (인스파이어 아레나)

## 같이 보기
- 하이브 (기업)